# Vlag van Örebro

Vlag van Örebro län

De vlag van Örebro is de vlag van Örebro län, een provincie in Zweden. De vlag bestaat uit drie delen afgeleid uit de vlaggen van de landschappen Närke, Värmland en Västmanland. Het is een vierkante banier van het wapen van deze Zweedse provincie. De vlag en het wapen werd in 1944 officieel aangenomen.

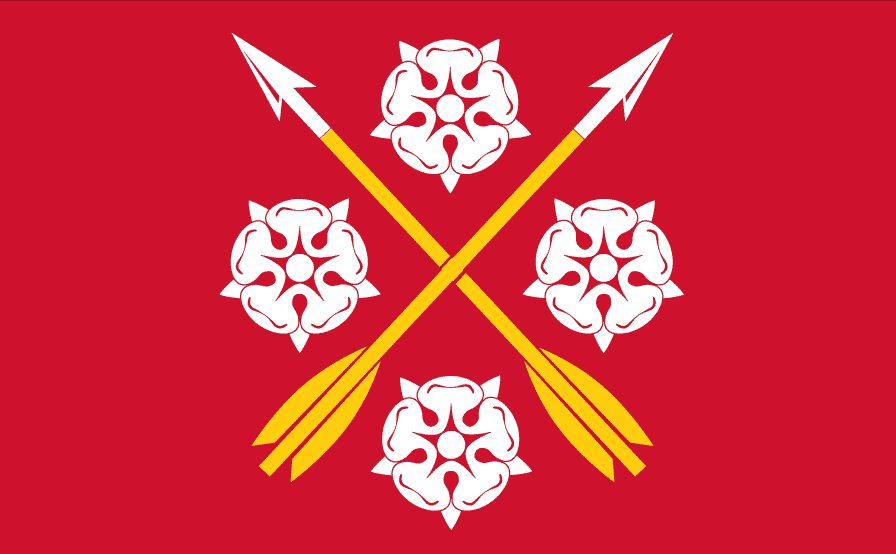
Vlag van Närke
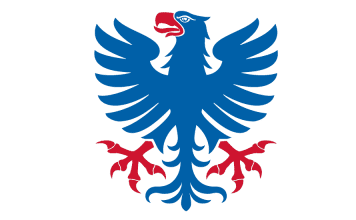
Vlag van Värmland
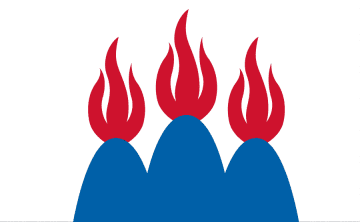
Vlag van Västmanland